# Nguyễn Văn Trung (công an)
Nguyễn Văn Trung là một tướng lĩnh của lực lượng Công an nhân dân Việt Nam với quân hàm Trung tướng. Ông từng giữ chức vụ Bí thư Đảng ủy, Cục trưởng Cục Cảnh sát giao thông, Bộ Công an (2020-2025).

## Tiểu sử
Nguyễn Văn Trung sinh năm 1967, quê quán tại thành phố Hòa Bình, tỉnh Hòa Bình. Ông công tác lâu năm trong ngành cảnh sát giao thông, từng giữ chức vụ Trưởng phòng Cảnh sát giao thông, Công an tỉnh Hòa Bình.

## Lịch sử thụ phong quân hàm
| Năm thụ phong | 9.2020      | 3/2025      |
| ------------- | ----------- | ----------- |
| Quân hàm      |             |             |
| Cấp bậc       | Thiếu tướng | Trung tướng |